# Śpiew waleni
Śpiew waleni – pojęcie określające akustyczną komunikację waleni.
Termin "śpiew" (en. whale song) został wybrany przez badaczy ze względu na grupy waleni (szczególnie fiszbinowców), porozumiewające się za pomocą powtarzających się strof dźwięków. W tym względzie ich śpiew podobny jest do śpiewu ludzkiego bądź ptasiego.
Podstawą rozwoju komunikacji akustycznej waleni, ale także innych ssaków morskich, były warunki panujące w wodzie. Powodem ograniczenia zmysłu wzroku jest wysoka absorpcja światła w wodzie, zmysłu węchu natomiast – stosunkowo powolne rozprzestrzenianie się substancji w wodzie.
Aby śpiew waleni stał się wyraźniej słyszalny dla człowieka, można użyć podwodnego mikrofonu, który przekształca podwodne dźwięki w odpowiadające ciśnieniu akustycznemu napięcie elektryczne.

## Powstawanie śpiewu
Ludzie porozumiewają się za pomocą dźwięków, powstających w trakcie przepływu powietrza przez krtań. Poprzez otwieranie oraz zamykanie się więzadeł głosowych słup powietrza dzielony jest na mniejsze jednostki, które następnie formowane są za pomocą języka oraz warg w pojedyncze głoski i słowa. Wytwarzanie dźwięków u waleni zachodzi w inny sposób, niż u ludzi, przy czym proces ten znacząco różni się u obu głównych grup waleni – fiszbinowców i zębowców.

### Powstawanie dźwięków u zębowców

Schemat budowy czaszki delfina z anatomicznymi elementami odpowiedzialnymi za produkcję dźwięków.

Zakres tonów zębowców składa się przede wszystkim z kliknięć i gwizdów o wysokiej częstotliwości. U tej grupy są one częściej używane niż jednotonowe długie tony uznawane za klasyczny śpiew waleni. Krótkie piski służą zębowcom do echolokacji, dłuższe melodie natomiast do komunikacji z innymi osobnikami. W licznych grupach delfinów powstaje burza dźwięków, podobna do gwaru dzieci na placu zabaw. Niestety, nie jest jeszcze znane znaczenie pojedynczych melodii i pisków tych zwierząt.
Dźwięki u zębowców powstają podczas przejścia powietrza przez strukturę w głowie, odpowiadającą ludzkiej jamie nosowej, a nazywanej phonic lips. Organ ten znajduje się pomiędzy wieloma workami powietrznymi, w których magazynowane jest powietrze. Wszystkie zębowce oprócz kaszalotowatych posiadają po dwie struktury phonic lips, dzięki czemu mogą jednocześnie, niezależnie od siebie, powstawać dwa różne tony. Wibracje, które powstają w tych jamach przekazywane są dalej do poduszki tłuszczowej (melon). W tym miejscu formowany jest dźwięk i kieruje się go w zamierzonym kierunku w celu echolokacji.

### Powstawanie dźwięków u fiszbinowców
Fiszbinowce nie posiadają tzw. phonic lips, zamiast nich mają krtań, która odgrywa wyraźną rolę w produkcji dźwięków, chociaż nie wykazuje posiadania więzadeł głosowych.

## Inne formy śpiewu
Większość pozostałych waleni wytwarza dźwięki o różnej złożoności. Przede wszystkim białucha wyróżnia się ogromną rozpiętością skali wydobywanych przez siebie dźwięków, czym zasłużyła sobie na miano Sea Canary (kanarka mórz).
Podczas obserwacji płetwali błękitnych zauważono, że wysokość wydawanych przez nie dźwięków znacząco spadła w porównaniu do lat 60. Przyczyna obniżenia tonów płetwali nie jest jasna, podejrzewa się, że aktualnie walenie muszą komunikować się z nieco mniejszych odległości niż w latach wcześniejszych, ponieważ zagęszczenie ich populacji wzrosło (było to skutkiem zaprzestania komercjalnych polowań na te zwierzęta). Niski śpiew męskich przedstawicieli waleni sugeruje duże rozmiary płuc i całego ciała zwierzęcia, na co zwracają uwagę żeńskie osobniki przy wyborze partnera.

## Ludzie i śpiew waleni
Wielu badaczy jest zdania, że śpiew u waleni odgrywa ważną rolę w ich rozwoju i samopoczuciu, co także przenosi się na ludzi. Często zarzuca się przeciwnikom polowań na walenie korzystanie ze śpiewu waleni do podbudowania własnej pozycji, poprzez próbę emocjonalnego związania ludzi z waleniami. Interesujące w tym kontekście jest to, że organizacje popierające połów wielorybów umniejszają znaczenie tego śpiewu.
Osoby, które uważają komunikację oraz śpiew waleni za ważny element życia tych zwierząt, są zaniepokojone rosnącą ilością dźwięków w oceanie i wpływem tych zmian na walenie. Badania przeprowadzone na orkach w okolicach Vancouver pokazały, że zwierzęta ze względu na wzmożony ruch łodzi zmieniły częstotliwość i głośność sygnałów, żeby stały się słyszalne dla innych osobników. Ekolodzy obawiają się masywnego rozwoju czynników stresujących te zwierzęta i coraz większego hałasu podwodnego. Podejrzewają także związek pomiędzy utknięciami waleni na plaży a użyciem sonarów wojskowych, zakłócających system orientacji tych zwierząt.

### Projekt Whalesong
Projekt Whalesong realizowany jest od paru lat na wyspie Maui (Hawaje). Każdej zimy podczas sezonu waleni przed plażą miasta Kihei na południu Maui na boi osadzony zostaje hydrofon, z którego przez 24 godziny na dobę transmitowane są na żywo (maksymalnie z 8-sekundowym opóźnieniem) dźwięki i śpiew waleni.

## Przykłady dźwięków

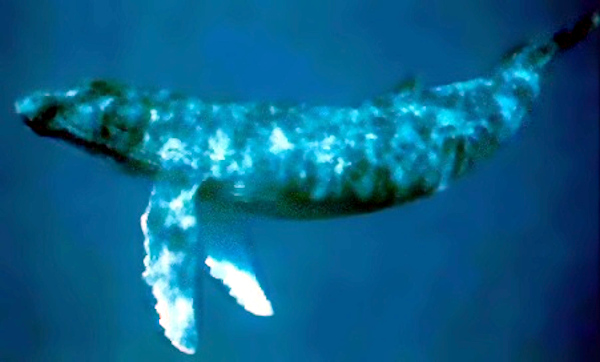
Długopłetwiec oceaniczny (humbak)